# Simona-Alice Man
Simona-Allice Man (n. 5 august 1972, Arad, România) este un politician și inginer român  în profilul: tehnologia produselor alimentare, specializarea: tehnologia și controlul calității produselor alimentare . 
A fost Președinta-Partidului Poporului - Dan Diaconescu (PP-DD)și de asemenea Secretar de Stat la Autoritatea Națională de Turism.
Presedinte, cu rang de Secretar de Stat
Autoritatea Națională pentru Turism(ANT)

Secretar de Stat
Ministerul Agriculturii și Dezvoltării Rurale (MADR)

CONSULTANT POLITICI AGRICOLE
.